# Locomotive Games
Locomotive Games è stata un'azienda statunitense dedita allo sviluppo di videogiochi, fondata nel 1998 da Dennis Harper e fallita nel 2008.
Fino al 2006 era conosciuta con il nome di Pacific Coast Power & Light.

## Videogiochi
| Titolo                        | Data/e                             | Piattaforma/e          |
| ----------------------------- | ---------------------------------- | ---------------------- |
| Nuclear Strike                | 31 agosto 1999 3 marzo 2000        | Nintendo 64            |
| Road Rash                     | 27 settembre 1999 17 dicembre 1999 | Nintendo 64            |
| Jet Moto 3                    | 16 settembre 1999                  | PlayStation            |
| MX 2002                       | 3 luglio 2001 6 ottobre 2001       | PlayStation 2 Xbox     |
| MX Superfly                   | 17 giugno 2002 11 ottobre 2002     | PlayStation 2 Xbox     |
| WWE Crush Hour                | 17 marzo 2003 15 maggio 2003       | PlayStation 2 GameCube |
| Power Rangers Dino Thunder    | 14 settembre 2004 26 novembre 2004 | PlayStation 2 GameCube |
| Cars - Motori ruggenti        | 6 giugno 2006 14 luglio 2006       | PlayStation Portable   |
| Ratatouille                   | 26 giugno 2007 28 settembre 2007   | PlayStation Portable   |
| Destroy All Humans! Unleashed | 25 febbraio 2008 7 marzo 2008      | Nintendo Wii           |